# Staro Selo (kanton dziesiąty)
Staro Selo – wieś w Bośni i Hercegowinie, w Federacji Bośni i Hercegowiny, w kantonie dziesiątym, w gminie Glamoč. W 2013 roku liczyła 1 mieszkańca – Serba.